# KIAA1279
KIAA1279‏ (KIF1 binding protein) هوَ بروتين يُشَفر بواسطة جين KIAA1279 في الإنسان.